# 羅加什卡-斯拉蒂納
羅加什卡-斯拉蒂納是斯洛文尼亞東部羅加什卡-斯拉蒂納市鎮的城鎮及行政中心。面積5.4平方公里，2021年人口5,082，海拔高度約223.6公尺。當地的溫泉水含有豐富的鎂元素。

## 外部連結

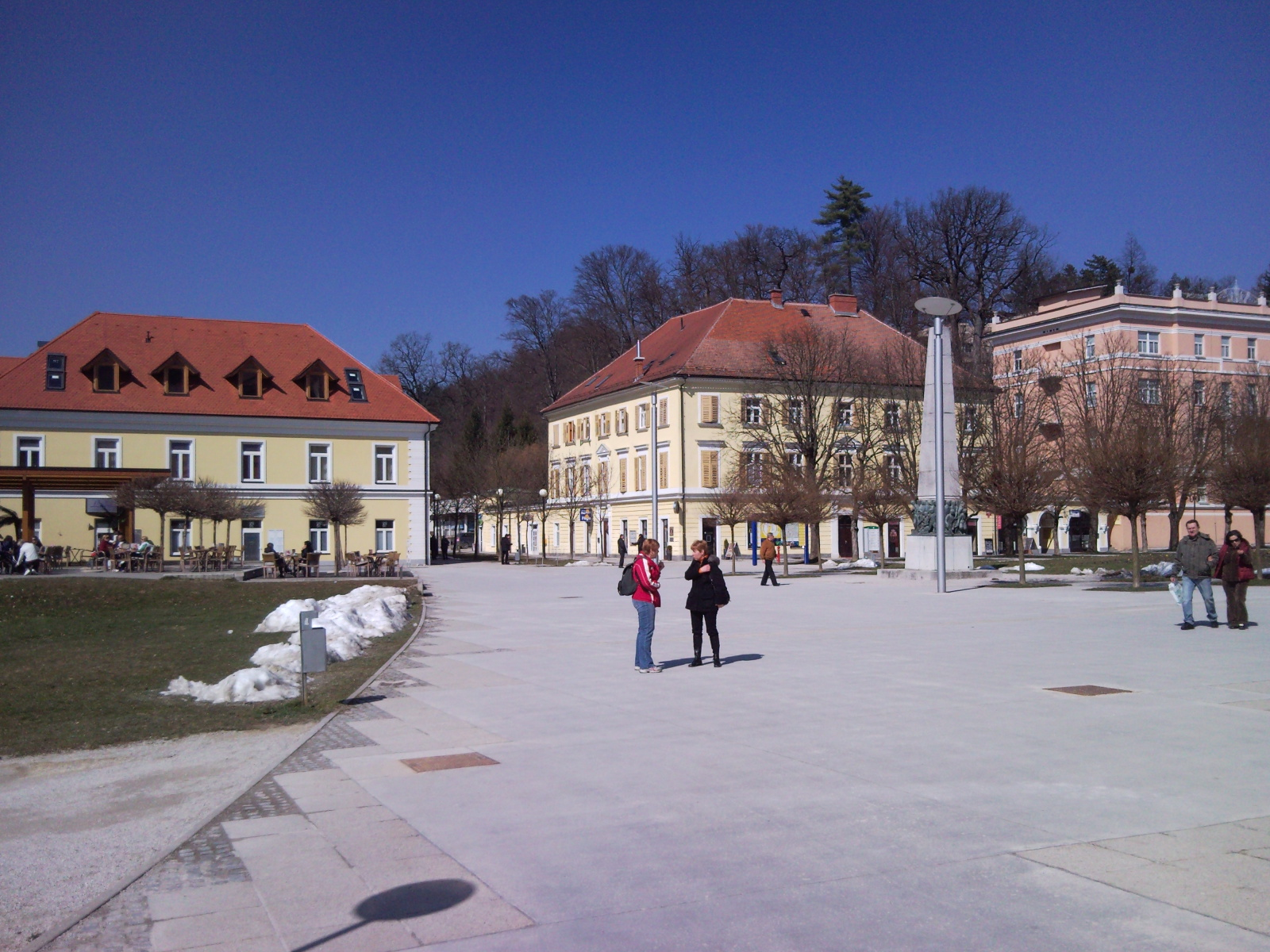
罗加什卡-斯拉蒂纳

- Rogaška Slatina, the official travel guide to Slovenia （页面存档备份，存于）
- Rogaška Slatina on Geopedia （页面存档备份，存于）
- Rogaška Slatina municipal site （页面存档备份，存于）